# Sāvda
Sāvda är en ort i Indien.   Den ligger i distriktet Jalgaon och delstaten Maharashtra, i den centrala delen av landet, 800 km söder om huvudstaden New Delhi. Sāvda ligger 224 meter över havet och antalet invånare är 19 903.
Terrängen runt Sāvda är platt. Runt Sāvda är det tätbefolkat, med 331 invånare per kvadratkilometer. Närmaste större samhälle är Bhusawal, 16,0 km sydväst om Sāvda. Omgivningarna runt Sāvda är en mosaik av jordbruksmark och naturlig växtlighet.